# هاري الأعمى
هنري الشاعر المعروف بلقب هاري الأعمى (1440؟ - 1492) هو شاعر اسكتلندي وكاتب القصيدة التاريخية عن الاسكتلنديين وتدعى «أعمال ومآثر البطل والشهم السير وليام والاس فارس إيلرسلي»، وتعرف اختصارا باسم «قصيدة والاس». عاش في النصف الثاني من القرن الرابع عشر ولا يعرف سوى القليل عن حياته. ويظهر أنه كان رجلا أعمى من لوثيان وكان يعيش في ظروف صعبة، وكانت معروفا عنه رواية القصص وتلقى هدايا من الملك جيمس الرابع ملك اسكتلندا في خمس مناسبات في أعوام 1490 – 1491.
هذه الحكايات موجودة مع حكايات أخرى عن عازفي القيثارة والمغنين في سجلات أمين الخزانة الأعلى. وقد لمح إليه وليام دنبار في أجزاء من أشعاره. وتكلم جون ماير في تاريخه اللاتيني عن «هنري الأعمى منذ الولادة والذي ألف كتابا كاملا حول وليام والاس، وكتبه بشعرنا الشعبي تناقله الناس في زمنه. وهنري هذا كان يقرأ حكاياته أمام النبلاء، وتلقى الطعام والملبس كجائزة». ذكر ميجر أن هاري عاش في زمن طفولته، وأنه يؤكد بعضا مما جاء في سيرته.
هذه القصيدة (أبقيت في مخطوطة فريدة مؤَرخة في العام 1488، في مكتبة المحامين في أدنبرة) مقسمة إلى أحد عشر كتابا وتمتد 11,853 بيتا. ويمكن القول بأن أهمية القصيدة الشعرية ضعيفة، وتعوزها الدقة التاريخية، على أن الاهتمام الرئيسي بها يرجع لكونها أحد أوائل السجلات الشعرية في لغة السكوتس (الإنكليزية الممزوجة بالغالية) وأضخمها، كما كان من الأعمال المهمة في عصر الصراع الإسكتلندي والإنجليزي. في هذا المجال كان موضع مقارنة مع كل الشعر الوطني السابق والأدب المعاصر. هذا الموقف قد يكون مقبولاً كدليل عن البيئة المتواضعة والشعور الوطني للكاتب. وتدين القصيدة بشهرتها اللاحقة للمشاعر الوطنية بدلا من إلى جودتها الأدبية.
من ناحية أخرى، هناك عناصر في القصيدة تظهر بأنها ليست كلها من عمل مغني فقير؛ وقد مالت بعض هذه العناصر (يمكن إرجاعها بشكل خاص إلى السجلات التاريخية والأدبية) إلى وجهة النظر بأن النص، كما هو موجود لدينا، هو نسخة منقحة من القصة الأصلية. وهناك جدال لكنه لم يُحسم حول إن كان المنقح هو جون رامزي كاتب مخطوطات أدنبرة، أو الكاتب جون باربور من إدنبرة.
القصيدة تظهر في نصوص لاينغ بأنها قد طبعت عند الناشرين تشيبمان وميلار حوالي العام 1508، لكن الأجزاء التي عثر عليها في لاينغ لم تعد موجودة. الطبعة الكاملة الأولى المتوفرة الآن، طبعت من قبل ليكبريفيك لصالح هنري تشارتيريس في عام 1570 (المتحف البريطاني). وأعاد تشارتيريس طباعتها أعوام 1594 و1601، وكذلك أندرو هارت أعوام 1611 و1620. وظهرت على الأقل ست طبعات أخرى في القرن السابع عشر. هناك العديد من الطبعات التالية، ضمن ذلك جزء من نسخة وليام هاملتون غيلبرتفيلد بلغة السكوتس الحديثة من عام 1722. في عام 1889 أكملت جمعية النَصوص الاسكتلندية طبعتها من النص، مع مقدمات وملاحظات من قبل جيمس موير.